# 帕斯托 (匈牙利)

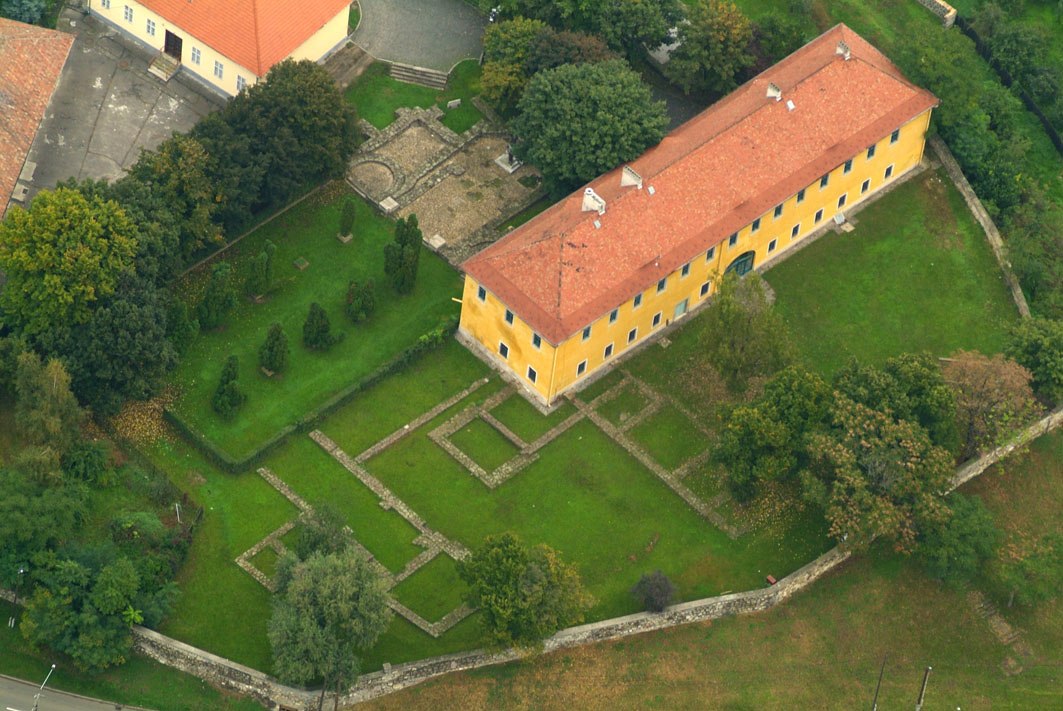

帕斯托是匈牙利的城鎮，位於該國北部，由諾格拉德州負責管轄，面積72.6平方公里，海拔高度171米，2011年人口9,626，其中約八成居民信奉天主教。

## 友好城市
- 法國 吕费克

## 外部連結
- Street map （匈牙利文）